# Rochefourchat
Rochefourchat (in occitano Ròchaforchaa) è un comune francese situato nel dipartimento della Drôme della regione Alvernia-Rodano-Alpi. 

## Caratteristiche
È il comune meno popoloso della Francia, escludendo i 6 comuni speciali a zero abitanti fra i 9 villaggi francesi distrutti durante la prima guerra mondiale, e conta appena 1 abitante. Di fatto, tuttavia, il suo territorio non risulta abitato permanentemente.
Altri comuni poco popolati sono Leménil-Mitry, che conta 3 residenti, Fontanès-de-Sault che ne conta 4 e Caunette-sur-Lauquet e Rouvroy-Ripont a quota 8.
Degli edifici, si conta una prima casa e sei seconde case. Per questo motivo, il consiglio comunale riesce a contare 7 membri. Jean-Baptiste Le Moyne de Martigny occupa la carica di sindaco dal 2008.

### Evoluzione demografica
Abitanti censiti